# Sylvie Feit
Pour les articles homonymes, voir Feit.
Sylvie Feit est une actrice et directrice artistique française, née le 29 juillet 1949 à Argenteuil (Seine-et-Oise) et morte le 3 mars 2021 à Cannes (Alpes-Maritimes).

## Biographie
Elle commence les cours de danse classique dès l'âge de 6 ans à Argenteuil. Elle entre à l'École du spectacle à Paris à l'âge de 10 ans et prépare le concours de l'Opéra tout en prenant des cours de théâtre. Elle fait ses débuts au cinéma sous la direction de Jean-Pierre Mocky en 1963. La même année, elle joue sa première pièce au théâtre Saint-Georges dans Le Paria de Graham Greene, avec Gaby Morlay et Daniel Gélin, mise en scène par Jean Mercure, puis travaille avec Georges Wilson au Théâtre national populaire (TNP).
Elle n'entre pas à l'Opéra et choisit finalement le métier de comédienne. Elle a pour professeurs Teddy Bilis et Raymond Girard, avant d'entrer au Conservatoire national d'art dramatique en 1966, à l'âge de 17 ans, dans la classe Robert Manuel (promotion 1969).
Comédienne de doublage dès l'âge de 12 ans, elle prête notamment sa voix à Ornella Muti, Bo Derek et Britt Ekland. Elle crée en 1995 et dirige des stages de post-synchronisation et de doublage à l'INA.
Membre du conseil d'administration de l'Adami à partir de 1995, elle est directrice de collection des Talents Cannes Adami de 2007 à 2014.

## Théâtre
- 1963 : Le Paria de Graham Greene, mise en scène Jean Mercure
- 1964 : Maître Puntila et son valet Matti de Bertolt Brecht, mise en scène Georges Wilson, Théâtre national populaire (TNP)
- 1965 : Les Troyennes de George Wilson, TNP
- 1968 : La Dame de chez Maxim de Georges Feydeau, mise en scène Jacques Charon, tournées Karsenty-Herbert
- 1974 : Montserrat de Emmanuel Roblès mise en scène Bernard Valbonne, tournée
- 1975 : De doux dingues de Michel André, mise en scène Michèle Montel, Théâtre national de Nice
- 1978-1981 : Areu = MC2 de Gérard Hernandez et Marc Moro, mise en scène G. Hernandez, Blancs-Manteaux
- 1981-1986 : Défense d'en parler de Bernard Bétrémieux, mise en scène B. Bétrémieux
- 1982 : Pas une pour rattraper l'autre de Francis Lax, mise en scène Bernard Bétremieux, Blancs-Manteaux
- 1983-1985 : C'est quoi l'amour de Bernard Bétrémieux, mise en scène B. Bétrémieux, Lille
- 1985-1989 : SOS de Bernard Bétrémieux, mise en scène B. Bétrémieux, Champigny-sur-Marne
- 1997 : Dimanche prochain de Pierre Charras, mise en scène Gérard Maro, théâtre de l'Œuvre
- 2004 : Sept femmes en colère de Robert Valbon, mise en scène Robert Valbon, Bouffon-Théâtre
- 2006 : Petites Annonces du collectif Fahrenheit, adaptation et mise en scène Philippe Le Mercier, Lavoir Moderne
- 2007 : Les Misérables de Victor Hugo, mise en scène Marianne Serra, Théâtre 13 et festival de Vaison-la-Romaine
- 2008 : Une ombre familière de Sylvia Plath, mise en scène Suzanne Marrot, Étoile du Nord
- 2015 : Le Cas de la famille Coleman de Claudio Tolcachir, mise en scène Johanna Boyer

## Filmographie
Sources : Internet Movie Database

### Cinéma
- 1963 : Les Vierges de Jean-Pierre Mocky
- 1968 : Gallos de pelea de Rafael Moreno Alba : Colette
- 1970 : La Faute de l'abbé Mouret de Georges Franju : Rosalie
- 1979 : Félicité de Christine Pascal : Une infirmière
- 1997 : Une couleur café de Henri Duparc
- 1998 : La Belle au bois de Denis Llorca
- 2005 : Imposture de Patrick Bouchitey : Femme salle des fêtes

### Télévision
- 1970 : Rendez-vous à Badenberg, épisode Rendez-vous à Badenberg de Jean-Michel Meurice :
- 1970 : La Demande en mariage de Jean L'Hôte
- 1972 : François Gaillard ou la Vie des autres, épisode Joseph de Jacques Ertaud : Claire
- 1972 : Les Cinq Dernières Minutes, épisode Le diable l'emporte de Claude Loursais : Colette
- 1974 : Beau-François de Roger Kahane : une victime
- 1998 : Enguerrand le guerroyeur
- 2003 : Navarro, épisode Sortie autorisée de Patrick Jamain : la concierge
- 2011 : Section de recherches, épisode Dernier Acte d'Éric Le Roux : Camille Auclair

## Doublage
Note : Les dates inscrites en italique correspondent aux sorties initiales des films dont Sylvie Feit a assuré le redoublage ou le doublage tardif.

### Cinéma

#### Films
- Ornella Muti dans :
  - Seule contre la mafia (1970) : Francesca
  - Romances et Confidences (1974) : Vincenzina Rotunno Basletti
  - Appassionata (1974) : Eugenia Rutelli
  - Eutanasia di un amore (1978)  Ussena alias Sena
  - Dernier Amour (1978) : Reneta
  - La Fille de Trieste (1982) : Nicole
  - Bandini (1989) : Maria Bandini
- Bo Derek dans :
  - Elle (1979) : Jenny Hanley
  - Tarzan, l'homme singe (1981) : Jane Parker
  - Fantasies (1981) : Anastasia
  - Bolero (1984) : Lida MacGillivery
  - Woman of Desire (1993) : Christina Ford
- Britt Ekland dans :
  - Percy (1971) : Dorothy Chiltern-Barlow
  - Baxter! (1973) : Chris Bentley
  - L'Homme au pistolet d'or (1974) : Mary Goodnight
  - Haute Tension (1974) : Michele
- Geneviève Bujold dans :
  - Obsession (1976) : Sandra Portinari / Elizabeth Courtland
  - Morts suspectes (1978) : Dr Susan Wheeler
  - Le Dernier Vol de l'arche de Noé (1980) : Bernadette Lafleur
- Teri Garr dans :
  - Rencontres du troisième type (1977) : Ronnie Neary (1er doublage)
  - L'Étalon noir (1979) : Mrs. Ramsey, Alec's mother
  - Pleine lune sur Blue Water (1988) : Louise Taylor
- Lisa Blount dans :
  - Officier et Gentleman (1982) : Lynette Pomeroy
  - Le Dernier Missile (1985) : Miles Archer
  - Great Balls of Fire! (1989) : Lois Brown
- Karen Allen dans :
  - Terminus (1987) : Gus
  - King of the Hill (1993) : Miss Mathey, Aaron's Teacher
  - In the Bedroom (2001) : Marla Keyes
- Susan George dans :
  - Les Inconnus de Malte (1970) : Pippa
  - Far West Story (1972) : Sonny Lester
- Melinda Dillon dans :
  - FIST (1978) : Anna Zarinkas
  - Christmas Story (1983) : Mrs. Parker
- Adrienne King dans :
  - Vendredi 13 (1980) : Alice Hardy
  - Le Tueur du vendredi (1981) : Alice Hardy
- Jamie Lee Curtis dans :
  - Fog (1980) : Elizabeth Solley
  - Welcome Home (1986)
- Sandra Prinsloo dans :
  - Les dieux sont tombés sur la tête (1980)[5] : Kate Thompson
  - Jewel of the Gods (1989)
- Beverly D'Angelo dans :
  - Paternity (1981) : Maggie
  - Big Trouble (1986) : Blanche Rickey
- Sally Field dans :
  - Jamais sans ma fille (1991) : Betty Mahmoody
  - Où le cœur nous mène (2000) : Mama Lil
- 1969[6] : Casanova, un adolescent à Venise : Bettina (Sofia Dioniso)
- 1969 : Le Piège à pédales : Leslie Devlin (Jo Ann Harris)
- 1970 : Joe, c'est aussi l'Amérique : Gail (Francine Middleton)
- 1971 : La Classe ouvrière va au paradis : une ouvrière[Qui ?]
- 1972 : Aguirre, la colère de Dieu : Flores (Cecilia Rivera)
- 1973 : La Dernière Chance : Emily Norton (Barbara Bach)
- 1974 : La Rançon de la peur : Marilù Perrono (Laura Belli)
- 1974 : Tremblement de terre : Rosa Amici (Victoria Principal)
- 1974 : Le Retour du dragon[7] : Vama (Linda Gaye Scott) et Mary Chang (Lang Yun)
- 1974 : Tant qu'il y a de la guerre, il y a de l'espoir : Giada (Eliana de Santis)
- 1975 : Vol au-dessus d'un nid de coucou : infirmière Pilbow (Mimi Sarkisian)[8]
- 1975 : Les Insectes de feu : Sylvie Ross (Patty McCormack)
- 1975 : Spécial Magnum : Julie Foster (Tisa Farrow)
- 1976 : Parole d'homme : Rosa O'Flynn-Oldsmith (Barbara Parkins)
- 1977 : Bande de flics : Tammy (Cheryl Smith)
- 1978 : Graffiti Party : Peggy Gordon (Lee Purcell)
- 1978 : American College : Mandy Pepperidge (Mary Louise Weller)
- 1978 : Le Couloir de la mort : Mary Harper (Cassie Yates)
- 1979 : L'Ouragan : Charlotte Bruckner (Mia Farrow)
- 1979 : L'Infirmière de nuit : Angela Della Torre (Gloria Guida)
- 1979 : 1941 : Betty Douglas (Dianne Kay)
- 1979 : Cité en feu : Mary Stover (Nancy Beatty)
- 1979 : Brigade des anges : Kako Umaro (Lieu Chinh)
- 1979 : Maman a cent ans : Carlota (Ángeles Torres)
- 1979 : L'Homme en colère : la femme de chambre du motel[Qui ?]
- 1980 : Flash Gordon : Dale Arden (Melody Anderson)
- 1980 : Le Bal de l'horreur : June Cunningham (Joy Thompson)
- 1980 : Le Droit de tuer : la fille violentée (Zoya Leporska)
- 1980 : Le Silence qui tue : Doris Pritchart (Juli Andelman)
- 1981 : Looker : Cindy Fairmont (Susan Dey)
- 1981 : Piranha 2 : Les Tueurs volants : Jai (Carole Davis)
- 1982 : Star Trek 2 : La Colère de Khan : lieutenant Saavik (Kirstie Alley)
- 1982 : Où est passée mon idole ? : K. C. Downing (Jessica Harper)
- 1983 : Octopussy : Magda (Kristina Wayborn)
- 1983 : Flashdance : Jeanie Szabo (Sunny Johnson)
- 1983 : L'Héritier de la panthère rose : Juleta Shane (Leslie Ash)
- 1984 : Silent Madness : Dr Joan Gilmore (Belinda Montgomery)
- 1985 : Recherche Susan désespérément : Crystal (Anna Levine)
- 1986 : Aliens, le retour : soldat Vasquez (Jenette Goldstein)
- 1986 : Les Aventures de Jack Burton dans les griffes du Mandarin : Grace Law (Kim Cattrall)
- 1987 : Le Ventre de l'architecte : Louisa Kracklite (Chloe Webb)
- 1987 : La Gagne : Ginger McDonald (Cherry Jones)
- 1991 : L.A. Story : Ariel (Susan Forristal)
- 2005 : Broken Flowers : Dora (Frances Conroy)
- 2005 : La Légende de Zorro : ? ( ? )
- 2012 : To Rome with Love : Phyllis (Judy Davis)
- 2013 : La Voleuse de livres : Frau Becker (Hildegard Schroedter)
- 2016 : American Pastoral : Peggy Hamlin (Samantha Mathis)

#### Films d'animation
- 1973 : Les Aventures de Panda : la narratrice / Fifi[9] (doublage en 1983)
- 1977 : Les Cygnes sauvages : un prince-cygne[9] (doublage en 1984)
- 1978 : Les Évadés de l'espace : Meïa
- 2020 : Out : Maman [10]

### Télévision

#### Téléfilms
- 1976 : L'Enfant bulle : Deborah (P. J. Soles)
- 1987 : La nuit tombe sur Manhattan : Mary Hearn (Beverly D'Angelo)

#### Séries télévisées
- Frances Conroy dans :
  - Capitaine Furillo (1986) : Amy (saison 7, épisode 8)
  - Les Enquêtes de Remington Steele (1987) : Gladys Lynch (saison 5, épisode 3)
  - Les Incorruptibles de Chicago (1988) : Mme Janowski (épisode 1, saison 18)
  - Cosby (1998) : Elisabeth (saison 3, épisode 9)
- Belinda Montgomery  dans :
  - L'Homme de l'Atlantide (1977-1978) : Dr Elizabeth Merrill
  - Magnum (1984) : Frannie Hudler (saison 5, épisode 4)
  - Riptide (1985) : Rainey
- Chloe Webb dans : 
  - Les Enquêtes de Remington Steele (1983) : la secrétaire (saison 2, épisode 1)
  - Mary (1986) : Judith (épisode 13)
  - Amy (2003) : Mme Goodman (saison 5, épisode 4)
- Melinda Dillon dans :
  - La Cinquième Dimension (1985) : Penny (saison 1, épisode 1)
  - Amy : Violet Loomis (saison 3, épisode 9)
  - New York, unité spéciale (2005) : Jenny Rogers (saison 6, épisode 21)
- Monika Baumgartner dans :
  - Soko brigade des stups (1992) : Johanna Schreiner / Elfriede Kerkow / Maria Yoshikawa
  - Double Jeu (2004) : Hildegard Weber (saison 1, épisode 51)
  - Tatort (2004) : Fanny Bichler (saison 1, épisode 583)
- Barbara Feldon dans :
  - Max la menace (1965-1970) : agent 99
  - Cheers (1981) : Lauren Hudson (saison 9, épisode 17)
- Sally Struthers dans : 
  - L'Homme de fer (1971) : Sandy Fonda (saison 4, épisode 20)
  - Arabesque (1990) : Nancy LaRue (saison 7, épisode 6)
- Heather Menzies dans :
  - La Croisière s'amuse (1978) : Cybille Hartman (saison 2, épisode 13)
  - Hooker (1984) : Dr Kincaid (saison 4, épisode 8)
- Lisa Blount dans :
  - Clair de Lune (1986) : Toby (saison 2, épisode 16)
  - Magnum (1987) : Andrea Nichols (saison 7, épisode 19)
- Brigitte Kren dans:
  - Rex, chien flic (2004) : Frau Helmbrecht / Verkäuferin (saison 9, épisode 13)
  - Quatuor pour une enquête (2005-2007) : Maria Dengg

- Dr House (saison 3 : Words and Deeds) : la juge Helen Davis (Helen Carey)
- Falcon Crest : Carly Fixx (Mariska Hargitay)
- Flying High : Lisa Benton (Connie Sellecca)
- Le Renard : Dr Bärbel Siewert / Irene Schwendler (Gisela Schneeberger)
- Le Dernier Témoin : Ulla Grünbein (Renate Schroeter)
- San Ku Kaï : Furia (Ritsuko Fujiyama)
- Jordskott : Martina Sigvardsson (Ann Petrén)

#### Séries d'animation
- Capitaine Flam : Joan Landor
- Mafalda : Miguelito
- Une vie nouvelle : tante Hélène
- Ulysse 31 : Hercrone
- Arok le barbare : Zara
- Les Malheurs de Sophie : Mina/Léon
- Spectreman : Réa
- Mantalo : Shelly
- Tom-Tom et Nana : tante Roberte et Mélanie Lano (1er doublage) / Mme Poipoi (2d doublage)
- Ariol : ? (2e voix, saison 2)

## Direction artistique

### Film d'animation
- 1992 : Les Aventures de Zak et Crysta dans la forêt tropicale de FernGully

### Série d'animation
- 1998[11] : Tom-Tom et Nana